# Vasiľovská hoľa, sedlo
Vasiľovská hoľa, sedlo (ok, 1120 m) – płytka przełęcz w paśmie Magury Orawskiej na Słowacji, znajdująca się na południowej stronie niewybitnego szczytu Minčol (1139 m), w głównym grzbiecie tego pasma. Rejon przełęczy jest trawiasty. To tereny dawnej hali o nazwie Vasiľovská hoľa. Przez przełęcz biegnie główny, grzbietowy szlak Magury Orawskiej, na przełęczy dołącza do niego łącznikowy szlak z miejscowości Zázrivá.

## Szlaki turystyczne
odcinek: Minčol (1394 m) – Vasiľovská hoľa, sedlo – Minčol (1139 m) – Bzinská hoľa – Príslopec – Paráč – Sedlo pod Okrúhlicou –  Okrúhlica (1165 m) – Javorinka – Okrúhlica (1076 m) – Kýčerka – Kováčka – Zázvorovci – Vojenné – Pod Vojenným – Káčerovci – Pod Mravečníkom – Mravečník – Terchová
  Zázrivá, Kozinská – Vasiľovská hoľa, sedlo